# Estreito do Príncipe de Gales

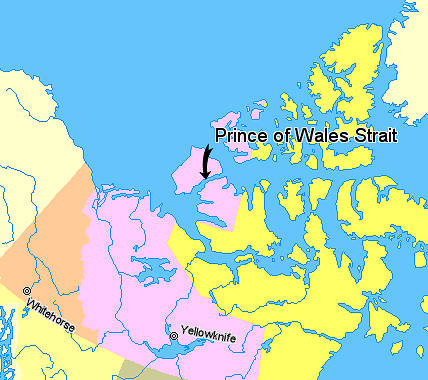
Localização do estreito do Príncipe de Gales.
Nunavut
Territórios do Noroeste
Território do Yukon
Alasca e Gronelândia)

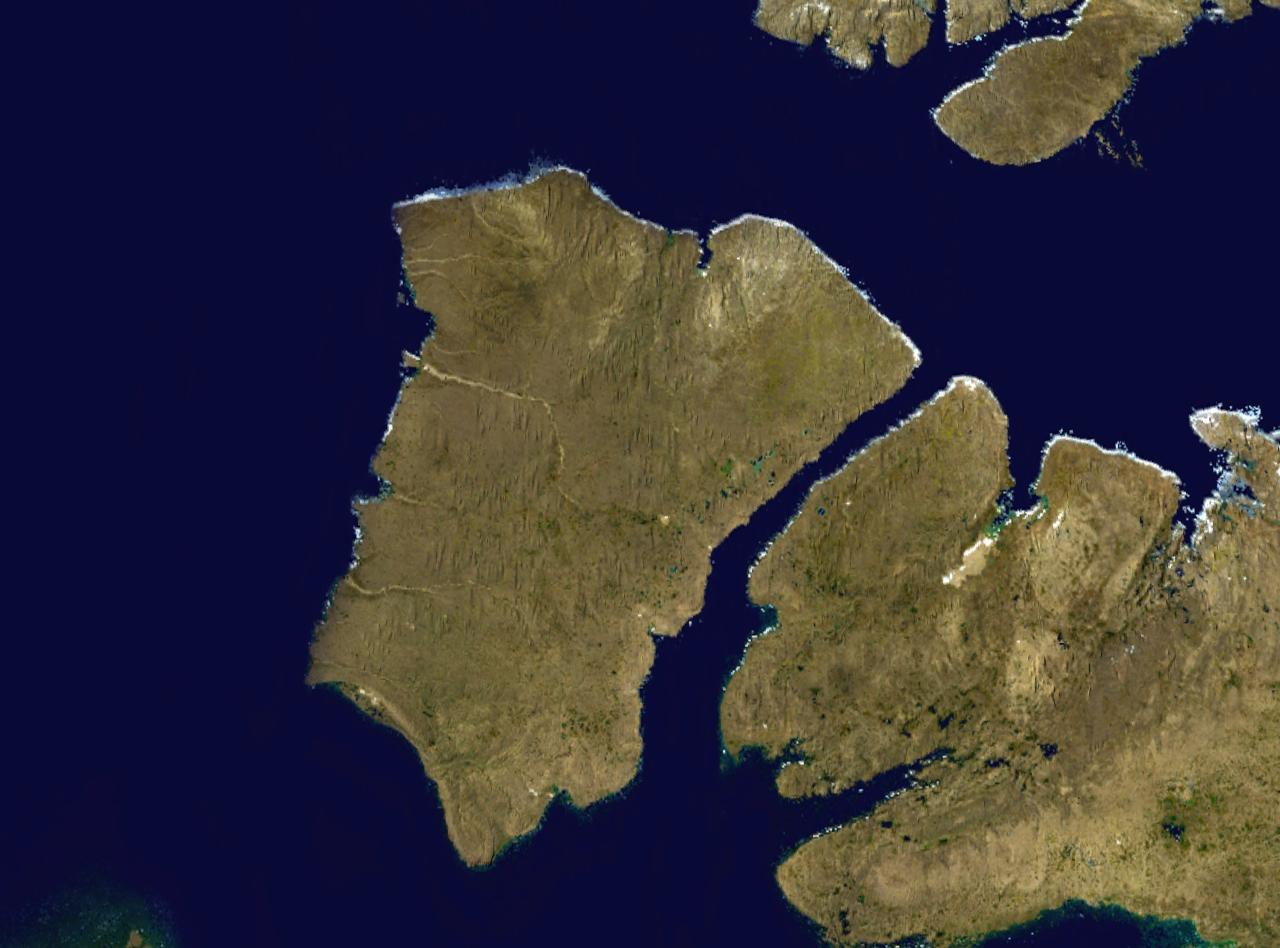
Imagem de satélite do estreito do Príncipe de Gales

O estreito do Príncipe de Gales (em inglês:  Prince of Wales Strait) é um estreito localizado no Arquipélago Ártico Canadiano. Administrativamente, as suas águas e as costas que banha pertencem aos Territórios do Noroeste, Canadá.

## Geografia
O estreito do Príncipe de Gales separa a Ilha Banks, a noroeste, da Ilha Victoria, a sudeste. Une as águas do Golfo de Amundsen, a sudoeste, com as do Viscount Melville Sound, a nordeste. 
Percorre a direção SO-NE, e tem um comprimento total de 275 km. Tem duas partes, uma mais larga (a mais meridional), de cerca de 100 km de comprimento, com largura na boca do golfo de Amundsen (entre a ponta Alexander Milne, ilha Banks e a ponta Berkeley, na ilha Victoria) de 55 km, e largura média de 40-50 km, que acaba na baía interior de Deans Dundas; o estreito gira um pouco na direção leste e aperta de forma considerável: este segundo trecho, que começa entre a ponta Stewert e a ponta Hay (com largura de 30 km), tem 170 km de comprimento e fecha-se progressivamente até uma média de 15-20 km, com largura mínima de apenas 13 km. Na boca setentrional, onde se une ao Viscount Melville Sound, entre a ponta Passage (Banks) e a ponta Peel (Victoria) tem uma largura de 22,5 km. Não há ilhas no estreito, salvo uma pequena na entrada meridional, a ilha Ramsay, próxima da margem da ilha Victoria.
A partir de finais do inverno enche-se de gelo pelo que geralmente não se rompe até agosto. A ilha homónima - Ilha do Príncipe de Gales - fica mais de 300 km a sudeste. 
O estreito é uma rota alternativa para a Passagem do Noroeste, uma rota marítima que une o Oceano Atlântico e o Oceano Pacífico. Em 1969, o petroleiro SS Manhattan foi obrigado a utilizá-la depois de o gelo ter bloqueado o estreito de McClure. Dado que o estreito tem em alguns pontos menos de 24 milhas de largura, os barcos que o usem devem passar indiscutivelmente por águas territoriais do Canadá.

## História
O primeiro navegador ocidental de que se tem notícias de que terá navegado nestas águas foi Robert McClure. A bordo do Investigator, e tendo por missão a procura da perdida expedição de John Franklin, partiu em 1850 de Inglaterra para o sul, pelo Atlântico, contornou o Cabo Horn e cruzou o estreito de Bering. Navegou para nordeste, numa rota que o levou ao golfo de Amundsen, a sul da ilha Banks. Quase imediatamente descobriu o estreito do Príncipe de Gales e conseguiu navegar grande parte do mesmo até ficar completamente imobilizado pelo gelo. Uma exploração em trenó permitiu-lhe descobrir que o estreito conduzia até ao Viscount Melville Sound e McClure convenceu-se de que tinha descoberto a Passagem do Noroeste. McClure deixou na ilha Banks uma marca com o seu feito, datada de 21 de abril de 1851, registo que foi descoberto em 1917 por Vilhjalmur Stefansson. Em 1851 o gelo bloqueava totalmente o estreito do Príncipe de Gales e Mcclure decidiu retroceder e rodear a ilha Banks por oeste. Depois de passar quatro anos no Ártico e muitas vicissitudes e perigos, McClure conseguiu, com a ajuda de outra tripulação, a do Resolute  ser o primeiro homem a completar a ansiada rota da Passagem do Noroeste. 